# Amir Or
Amir Or (Tel Aviv, 1956), é um editor, tradutor e poeta de Israel, com obra publicada em mais de 30 línguas.
É autor de sete volumes de poesia à data de 2006, e a sua última obra em hebraico, A Canção de Tahira (2001)é uma ficção épica em prosa métrica.

## Obra
- HaHaya SheBalev (O animal no coração). Keshev, 2010
- Muzeion Hazman (O museu do tempo). Ha-kibbutz Ha-meuchad, 2007
- Shir Tahira (A Canção de Tahira). Xargol, 2001.
- Yom (Day). Ha-kibbutz Ha-meuchad & Tag, 1998.
- Shir (Poem). Ha-kibbutz Ha-meuchad, 1996.
- Kakha (So!). Ha-kibbutz Ha-meuchad, 1995.
- Pidyon ha-met. (Resgate do Morto), Helicon-Bitan, 1994.
- Panim (Faces). Am Oved, 1991.
- Ani mabbit me-‛eyney ha-qofim (Vejo pelos olhos do macaco). Eqed, 1987.

## Prémios
- Prémio Bernstein